# Euphyia excentrata
Euphyia excentrata är en fjärilsart som beskrevs av Achille Guenée 1858. Euphyia excentrata ingår i släktet Euphyia och familjen mätare. Inga underarter finns listade i Catalogue of Life.